# Área metropolitana de Virginia Beach-Norfolk-Newport News
La región de Hampton Roads o área metropolitana de Virginia Beach-Norfolk-Newport News, es un región urbana alrededor del puerto o canal homónimo, abarcando parte de los estados de Virginia y Carolina del Norte, en los Estados Unidos. Su población según el censo de 2010 es de 1.671.683 de habitantes, convirtiéndola en la 36.º área metropolitana más poblada de los Estados Unidos.

## Definiciones

### El área metropolitana Virginia Beach-Norfolk-Newport News
El Área Estadística Metropolitana de Virginia Beach-Norfolk-Newport News, VA-NC MSA, como la denomina la Oficina del Censo de los Estados Unidos, es un Área Estadística Metropolitana, que abarca las zonas urbanas y rurales de la región. Está compuesta por:
9  ciudades independientes del estado de Virginia, junto con su población según los resultados del censo 2010:
- Chesapeake – 222.209 habitantes
- Hampton – 137.436 habitantes
- Newport News – 180.719 habitantes
- Norfolk – 242.803 habitantes
- Poquoson – 12.150 habitantes
- Portsmouth – 95.535 habitantes
- Suffolk – 84.585 habitantes
- Virginia Beach – 437.994 habitantes
- Williamsburg – 14.068 habitantes;

6 condados del estado de Virginia, junto con su población según los resultados del censo 2010:
- Gloucester – 36.858 habitantes
- Isle of Wight  – 35.270 habitantes
- James City – 67.009 habitantes
- Mathews – 8.978 habitantes
- Surry – 7.058 habitantes
- York – 65.464 habitantes;

y 1 condado del estado de Carolina del Norte, junto con su población según los resultados del censo 2010:
- Currituck – 23.547 habitantes